# Werner Wolf (Germanist)

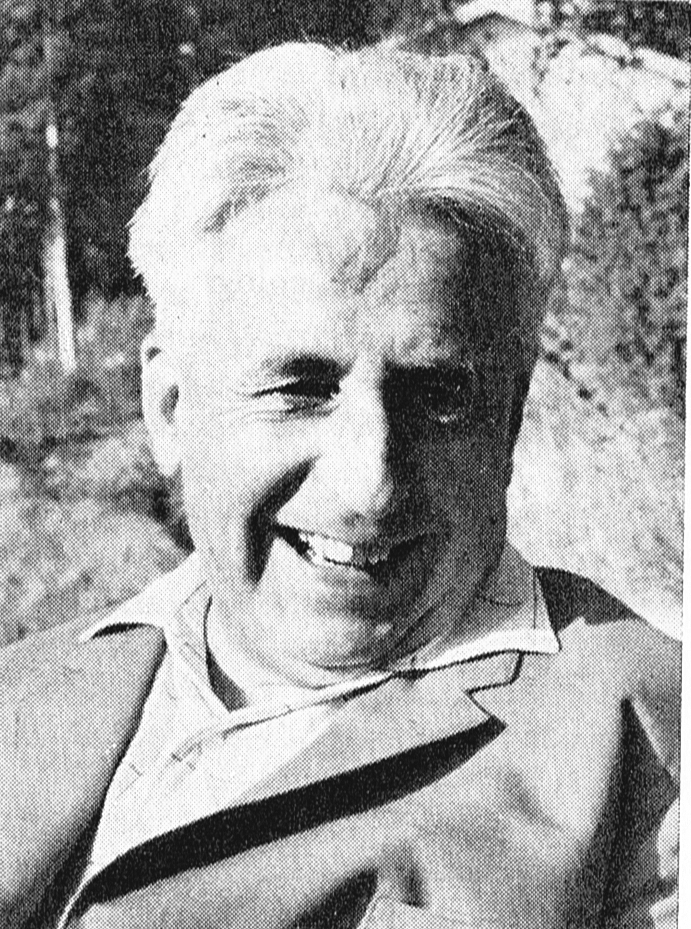
Werner Wolf

Werner Wolf (* 8. November 1906 in Heidelberg; † 23. Juli 1967 in Åbo) war ein deutscher Germanist.

## Leben
Er promovierte 1928 in Heidelberg und war 1931–1934 Privatdozent für Schwedisch und 1934–1936 außerordentlicher Professor für Germanistik an der Universität Heidelberg. Von 1938 bis 1943 war er Vertretungsprofessor (schwedisch tillförordnad professor) für germanische Philologie an der Åbo Akademi und von 1943 bis 1967 ordentlicher Professor.

## Schriften (Auswahl)
- Der Mond im deutschen Volksglauben. Bühl 1929, OCLC 1998811.
- Rainer Maria Rilkes Duineser Elegien. Eine Textdeutung. Heidelberg 1937, OCLC 721187981.
- Erik XIV. Eine Tragödie. Leipzig 1938, OCLC 72394071.
- Kleine schwedische Sprachlehre. Methode Gaspey-Otto-Sauer. Heidelberg 1961, OCLC 72308248.